# Villa romana di Desenzano del Garda
La Villa romana di Desenzano del Garda, si trova nel centro storico del comune bresciano di Desenzano del Garda.
Dal dicembre 2014 il Ministero per i beni e le attività culturali la gestisce tramite il Polo museale della Lombardia, nel dicembre 2019 divenuto Direzione regionale Musei.

## Scoperta
L'edificio, costruito alla fine del I secolo a.C., ha conosciuto più fasi edilizie: ciò che è oggi visibile però risale alla prima metà del IV secolo d.C.. La villa fu scoperta nel 1921, quando durante le operazioni di sterro per le fondamenta di una casa, vennero alla luce dei mosaici policromi. Fu dunque deciso di sospendere i lavori e si ottenne l'autorizzazione del Ministero della Pubblica Istruzione che tutta l'area venisse espropriata e si iniziò con lo scavo.
Gli scavi hanno rilevato l'esistenza di tre settori:
- il settore A
- il settore B
- il settore C

Inoltre, successivamente, è stato costruito un quarto spazio: l'Antiquarium, il museo della Villa, che ospita i materiali rinvenuti nel corso degli scavi.

## Classificazione degli ambienti

### Il settore A
Il settore A è organizzato lungo la direzione assiale est-ovest. A est, affacciato sul lago, si trova un vestibolo ottagonale pavimentato con mosaici geometrici, che era adibito a luogo di intrattenimento per gli ospiti della Villa. Il confinante peristilio era limitato da portici con più di venti colonne distribuite lungo il perimetro, di cui però ne sono sopravvissute solo un paio. Dal peristilio si entra al sontuoso triclinio a tre absidi, che presenta il pavimento meglio conservato. Le raffigurazioni consistono in scene di caccia inscritte in spazi ottagonali, scene di vendemmia e raccolta frutti in spazi quadrati e infine croci che raffigurano rami fioriti partenti da crateri. Dalla sala triabsidata si poteva accedere a un giardino chiuso da un ninfeo, ossia una fontana che era arricchita da sette nicchie che servivano per la raccolta dell'acqua.  Questa parte della villa venne restaurata tra il 1928 e il 1930 quando le strutture e i mosaici avevano ormai subito un importante deterioramento.

### Il settore B
Come il settore A, anche il settore B, si sviluppa lungo l'asse direzionali est-ovest. In questo settore si possono vedere l'abside di un grande vano con pavimento marmoreo, e altri vani con pavimento a mosaico. Alcuni mosaici hanno uno stile collegabile a quello del settore A, quindi risalenti all'inizio del IV secolo. In seguito, alla fine del IV secolo d.C. però, venne operata una ristrutturazione che ci ha lasciato dei mosaici più recenti. Probabilmente questi vani erano adibiti a riunioni e ad attività di svago.

### Il settore C
Questo settore, caratterizzato da pavimenti marmorei e da sistemi di riscaldamento a terra e nelle pareti, probabilmente aveva una funzione termale. Questa parte della Villa è stata quella più danneggiata dai lavori di sterramento operati negli anni settanta.

### L'Antiquarium
Il 19 dicembre 1971 venne inaugurato l'Antiquarium, una sala espositiva all'ingresso dell'area archeologica. Questa sala ospita: monete, pitture, statue e tutti gli oggetti provenienti dagli scavi della villa.